# Urolagnija
Urolagnija, također poznata pod nazivima urofilija ili undinizam je seksualni fetiš ili parafilija u kojoj seksualno uzbuđenje izaziva mokraća ili mokrenje. Urolagnija se ponekad povezuje i s japanskom praksom poznatom pod nazivom Omorashi.
Urofili vole urinirati na javnom mjestu, urinirati po drugim osobama ili da se urinira po njima, odnosno piti urin. Konzumacija urina se naziva urofagija. Sve te aktivnosti se kolokvijalno opisuju s eufemizmima kao što su  »zlatni tuševi« ili »vodeni sportovi«.
Urolagniju valja razlikovati od konzumacije vlastitog urina koja se ponekad prakticira kao oblik alternativne medicine.
Izraz ima korijen u grčkim riječima ouron (urin) i lagneia (požuda),

## Vanjske poveznice
- Hepatitis C and Watersports (urine)
- Watersports for HIV+ people
- Watersports FAQ — Info and safety tips.
- Urolagnia Sexual Disorders  Arhivirana inačica izvorne stranice od 3. lipnja 2008. (Wayback Machine)
- Article about Watersports  Arhivirana inačica izvorne stranice od 13. svibnja 2011. (Wayback Machine)
- Wet Friends Website